# Abu Musa
Abu Musa (bu Musa) (in persiano ابوموسی‎) è un'isola di 12 km² situata nel golfo Persico. L'isola fa parte d'un arcipelago di 6 isole situate all'entrata dello stretto di Ormuz (Abu Musa, Bani Forur, Forur, Sirri, Grande e Piccola Tunb). Abu Musa è l'isola iraniana più meridionale del Golfo Persico.
La sovranità su Abu Musa è oggetto di disputa fra l'Iran e gli Emirati Arabi Uniti (EAU). L'Iran controlla questa isola così come le Isole Tunb, integrate nella provincia di Hormozgan.

## Storia
L'isola ha fatto parte del territorio iraniano dall'antichità fino all'inizio del XX secolo, quando il Regno Unito ne ha assunto il controllo ed ha cominciato ad amministrarla assieme alle altre isole del Golfo Persico. Alla fine del 1960, il loro controllo è stato trasferito all'emirato di Sharja, uno degli stati che formano gli EAU. Nel 1968, quando il governo britannico ha dichiarato di abbandonare l'egemonia sul Golfo Persico, l'Iran ha deciso di riannettere l'isola. Nel novembre 1971, i governi degli Emirati Arabi Uniti e dell'impero dell'Iran si sono accordati per riconoscere la sovranità dell'isola all'emirato di Sharjah, ma hanno anche stabilito che all'esercito iraniano sarebbe stato permesso di stazionare sull'isola.
Nel 1980, dopo la rivoluzione Khomeinista, gli accordi di nove anni prima sono stati denunciati dagli EAU che hanno portato la questione, assurta nuovamente a problema, davanti alle Nazioni Unite. Nel 1992, l'Iran ha aumentato il suo controllo ed ha proceduto all'espulsione dei lavoratori stranieri che si occupavano di una scuola sostenuta con fondi degli EAU, di una clinica e di una centrale di energia elettrica.
Il 14 agosto 2008 il governo degli Emirati Arabi Uniti ha convocato l'incaricato d'affari iraniano ad Abu Dhabi e gli ha consegnato una lettera sigillata di proteste formali, a seguito della conferma da parte di Teheran della costruzione e messa in opera di una capitaneria di porto e di un centro di salvataggio in mare, considerandola come rivendicazione di sovranità sull'isola.
L'isola conta circa 500 abitanti che la chiamano Gap-sabzu (persiano: گپ‌سبزو) che significa «il grande luogo verde». Sulle vecchie carte, l'isola è chiamata Bumuf o Bum-i Musa («il paese di Mosè»)